# Alexei Troitzky
Alexei Alexeievich Troitzky (ou Troitsky) (em russo:  Алексе́й Алексе́евич Тро́ицкий; 14 de março de 1866 - agosto de 1942) foi um teórico do xadrez russo.

## Carreira
Ele é amplamente considerado como um dos maiores estudioso de finais de xadrez. Ele é amplamente considerado o fundador da arte moderna de compor estudos de xadrez (Seirawan 2003 :91). Troitsky morreu de fome durante a Segunda Guerra Mundial no cerco de Leningrado, onde suas anotações foram destruídas.
Uma de suas obras mais famosas envolve a análise do final do jogo com dois cavalos contra um peão. John Nunn analisou este final de jogo com uma base de mesa de final de jogo e afirmou que "a análise de Troitsky ... é surpreendentemente precisa" (Nunn 1995: 265).

## Publicações
- Troitzky, A. (1924), 500 Endspielstudien, Verlag Kagan Berlin
- Troitzky, A. A. (1968), 360 Brilliant and Instructive End Games, ISBN 0-486-21959-3, Dover Publications (reimpressão)
- Troitzky, A. (1992), Collection of Studies, Tschaturanga Ed. Olms, ISBN 3-283-00114-6. Reimpresso em 2006 pela Ishi Press, ISBN 0-923891-10-2. Os 360 estudos acima mais um suplemento sobre a teoria do jogo final de dois cavalos contra peões.